# Eubordeta albifascia
Eubordeta albifascia là một loài bướm đêm trong họ Geometridae.